# تجمعات وادي الصعق (رماة)

تعديل مصدري - تعديل

تجمعات وادي الصعق هي إحدى قرى عزلة رماة بمديرية رماة التابعة لمحافظة حضرموت، بلغ تعداد سكانها 208 نسمة حسب تعداد اليمن لعام 2004.